# لوحه نارمر

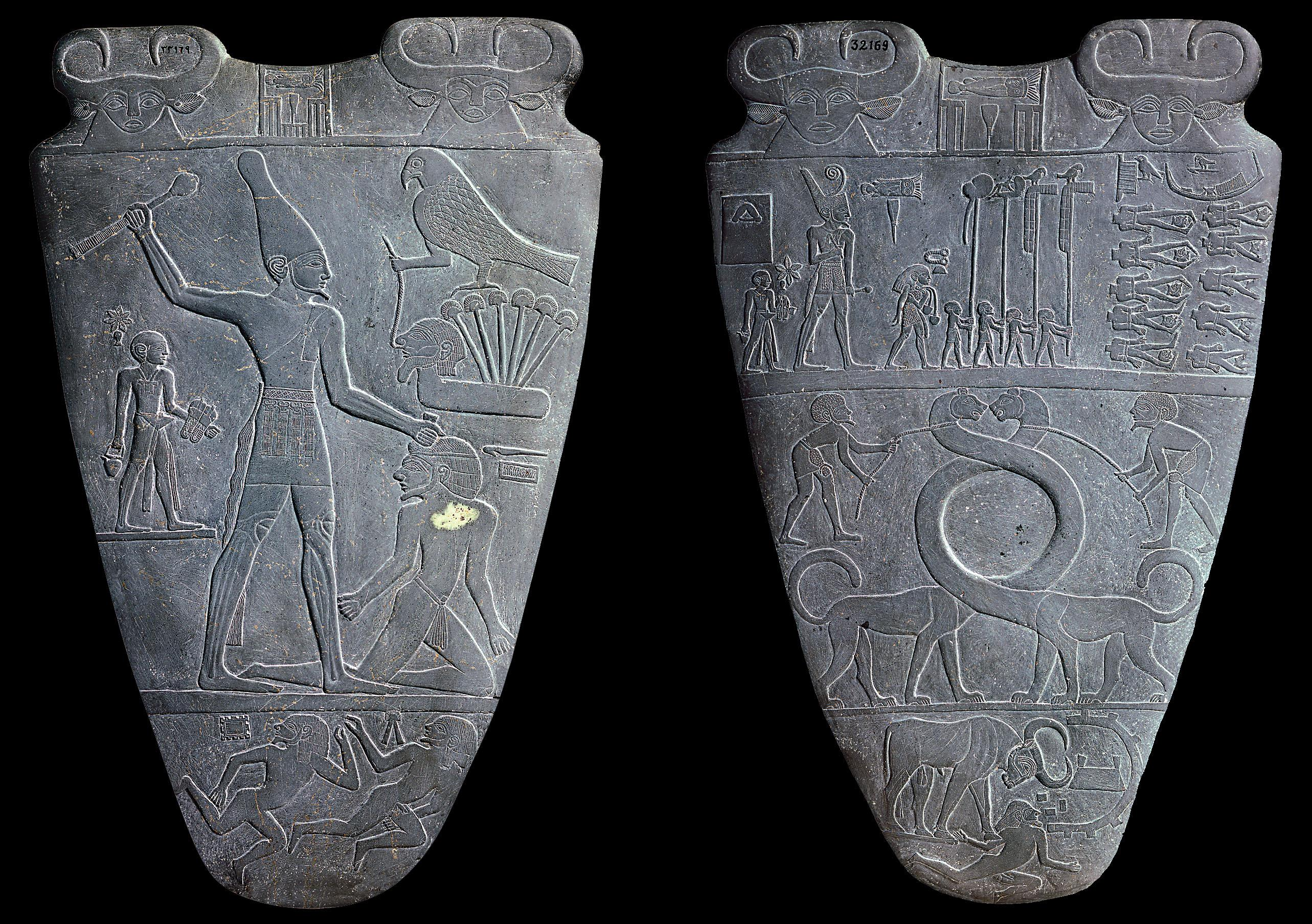
نگاره‌های پشت و روی تخته‌رنگ نارمر در رونوشتی از اصل تخته‌رنگ؛ به نمایش گذاشته شده در موزه پادشاهی انتاریو، تورنتو، کانادا

تخته‌رنگ نارمر یکی از مهم‌ترین آثار باستانی پیدا شده از مصر باستان است که قدمت آن به نزدیکی سده ۳۱ پیش از میلاد می‌رسد. این تخته‌رنگ در برگیرنده یکی از نخستین حروف‌های شناخته شده خط هیروگلیف است و گمان می‌رود که یکپارچه‌سازی مصر علیا و سفلی به دست پادشاه نارمر را به تصویر می‌کشد. این لوحه به همراه چند اثر باستانی دیگر در ویرانه‌های نخن پیدا شدند.
در یک سوی تخته‌رنگ، شاه در حالی که تاج لامپ‌گونهٔ مصر علیا را بر سر دارد دیده می‌شود. در سوی دیگر نیز شاه تاج سرخ مصر سفلی بر سر گذاشته. تخته‌رنگ نارمر یکی از نخستین تصاویر حکاکی شده از یک پادشاه مصری را به نمایش می‌گذارد. این لوحه جنبه‌هایی از هنر مصر باستان را نشان می‌دهد که گمان می‌رود تا آن هنگام به گونه کامل شناخته شده و متداول بوده‌اند.
این لوحه بخشی از مجموعه دایمی موزه مصر در قاهره است.